# Frances Marion
Frances Marion (18 de noviembre de 1888–12 de mayo de 1973) fue una periodista, escritora y guionista estadounidense, a menudo citada como una de las más renombradas mujeres guionistas del siglo XX, junto a June Mathis y Anita Loos. Fue la primera mujer en ganar dos Óscar como guionista: Óscar al mejor guion adaptado, en 1930 por la película The Big House, y en 1932 Óscar al mejor argumento por The Champ.

## Primeros años
Marion nació como Marion Benson Owens en San Francisco, California, hija de Minnie Benson y Len Douglas Owens, un ejecutivo de publicidad y vallas publicitarias («billposter»), más tarde, promotor de Aetna Springs Resort, Aetna Springs, Pope Valley, California. Tenía una hermana mayor, Maude, y un hermano menor, Len. Después de que la salud de Len D. Owens fallara, Marion vivió en Pope Valley, California y más tarde lo utilizó como escenario para su libro de 1935 Valley People.
Su padre se divorció de su madre cuando Marion tenía casi diez años y se volvió a casar pocos años después. Fue enviada a un internado cristiano...«
Abandonó la escuela a los 12 años, después de haber sido sorprendida dibujando una tira cómica de su profesor.
Margaret's Hall, un internado privado en San Mateo. A los dieciséis años, se trasladó al Instituto de Arte Mark Hopkins de San Francisco.
Luego se trasladó a una escuela en San Mateo y después al Mark Hopkins Art Institute de San Francisco cuando tenía 16 años. Marion asistió a esta escuela desde 1904 hasta que la escuela fue destruida por el incendio que se produjo tras el terremoto de San Francisco de 1906.
«En 1906, se casó con su instructor de 19 años del Instituto de Arte, Wesley de Lappe. Siguiendo el consejo de un amigo de la familia y aclamado escritor Jack London, de «salir y vivir» para poder captar el espíritu humano en su arte, Marion emprendió una serie de trabajos ocasionales como telefonista y trabajadora en una fábrica de conservas de fruta."

## Carrera
Su verdadero nombre era Marion Benson Owens y nació en San Francisco (California). Trabajó como periodista, y fue corresponsal de guerra durante la Primera Guerra Mundial. A su vuelta a casa, se mudó a Los Ángeles y fue contratada como guionista ayudante por "Lois Weber Productions", una productora propiedad de la pionera directora cinematográfica Lois Weber. 
Con el nombre de "Frances Marion" escribió muchos guiones para la actriz Mary Pickford, incluyendo el de Rebecca of Sunnybrook Farm y The Poor Little Rich Girl. También escribió guiones para otros filmes de éxito de las décadas de 1920 y 1930. Además, fue la primera mujer en ganar un Óscar al mejor guion adaptado, lo que consiguió en 1930 por la película The Big House, y logrando en 1932 un Óscar al mejor argumento por The Champ. A lo largo de su carrera, escribió más de 325 guiones. Fue la primera guionista en ganar dos Premios de la Academia. Marion comenzó su carrera cinematográfica trabajando para la cineasta Lois Weber. Escribió numerosos guiones de cine mudo para la actriz Mary Pickford, antes de pasar a escribir cine sonoro.

## Vida personal
Marion se casó en cuatro ocasiones, las dos primeras con Wesley de Lappe y con Robert Pike, todo ello antes de cambiar su nombre. En 1919 se casó con Fred Thomson, actor que había trabajado junto a Mary Pickford en The Love Light en 1921. Tras el inesperado fallecimiento de Thomson en 1928, se casó con el director George W. Hill en 1930, aunque ese matrimonio finalizó en divorcio en 1933. Tuvo dos hijos – Fred C. y Richard (adoptado). Fred llegó a ser editor de las obras de George Eliot, publicando ediciones de la obra Felix Holt, the Radical en 1980 y más adelante.
Durante muchos años, Marion estuvo bajo contrato con MGM Studios pero, a pesar de su buena situación, abandonó Hollywood en 1946 para dedicar más tiempo a escribir teatro y novelas. Además, en 1972 publicó un libro de memorias, Off With Their Heads: A Serio-Comic Tale of Hollywood. 
Marion falleció en 1973 en Los Ángeles, California, a consecuencia de la rotura de un aneurisma.

## Filmografía seleccionada
| Año  | Título                         | Observaciones                                 |
| ---- | ------------------------------ | --------------------------------------------- |
| 1912 | The New York Hat               | Guionista ayudante                            |
| 1915 | Camille                        | Argumento                                     |
| 1917 | The Little Princess            | Guionista                                     |
| 1917 | Rebecca of Sunnybrook Farm     | Guionista                                     |
| 1917 | The Poor Little Rich Girl      | Guionista                                     |
| 1918 | Stella Maris                   | Obra teatral filmada                          |
| 1918 | How Could You, Jean?           | Argumento                                     |
| 1918 | M'Liss                         | Guionista                                     |
| 1918 | Amarilly of Clothes-Line Alley | Guionista                                     |
| 1919 | The Cinema Murder              | Argumento                                     |
| 1919 | Anne of Green Gables           | Guionista                                     |
| 1920 | Pollyanna                      | Adaptación                                    |
| 1920 | The Flapper                    | Guion y argumento                             |
| 1920 | The Restless Sex               | Guionista                                     |
| 1921 | The Love Light                 | Directora, argumento (sin acreditar)          |
| 1922 | The Toll of the Sea            | Argumento (sin acreditar), guion              |
| 1923 | The Famous Mrs. Fair           | Adaptación, guion                             |
| 1924 | Secrets                        | Adaptación                                    |
| 1925 | Stella Dallas                  | Adaptación                                    |
| 1925 | A Thief in Paradise            | Adaptación                                    |
| 1925 | Thank You                      | Guionista                                     |
| 1925 | Lightnin'                      | Guionista                                     |
| 1926 | The Scarlet Letter             | Adaptación, argumento, títulos                |
| 1926 | The Winning of Barbara Worth   | Adaptación                                    |
| 1926 | Son of the Sheik               | Adaptación                                    |
| 1927 | The Red Mill                   | Adaptación, guion                             |
| 1927 | Love                           |                                               |
| 1927 | Madame de Pompadour            | Guionista                                     |
| 1928 | The Wind                       | Argumento                                     |
| 1928 | The Awakening                  | Guion                                         |
| 1928 | Bringing Up Father             | Guionista                                     |
| 1929 | Their Own Desire               | Guion                                         |
| 1930 | Min and Bill                   | Diálogos, argumento                           |
| 1930 | The Big House                  | Diálogos, guion Óscar al mejor guion adaptado |
| 1930 | Good News                      | Argumento                                     |
| 1930 | The Rogue Song                 | Guionista                                     |
| 1930 | Anna Christie                  | Guionista                                     |
| 1931 | Anna Christie                  | Adaptación                                    |
| 1931 | The Secret Six                 | Diálogos, guion                               |
| 1931 | The Champ                      | Guion Óscar al mejor argumento                |
| 1932 | Blondie of the Follies         | Guion                                         |
| 1932 | Emma                           | Argumento                                     |
| 1933 | Peg o' My Heart                | Adaptación                                    |
| 1933 | Cena a las ocho                | Guion                                         |
| 1933 | The Prizefighter and the Lady  | Guion Nominada al Óscar al mejor argumento    |
| 1933 | Going Hollywood                | Guion (sin acreditar)                         |
| 1933 | Secrets                        | Guionista                                     |
| 1936 | Camille                        | Guion                                         |
| 1936 | Riffraff                       | Argumento y guion                             |
| 1936 | Poor Little Rich Girl          | Guionista                                     |
| 1937 | Knight Without Armour          | Adaptación                                    |
| 1940 | Green Hell                     | Historia original y guion                     |

## Trabajos publicados
- Minnie Flynn. NY: Boni and Liveright, 1925
- The Secret Six. NY: Grosset & Dunlap, 1931 [novela a partir de su propio guion]
- Valley People. NY: Reynal & Hitchcock, 1935
- How to Write and Sell Film Stories. NY: Covici-Friede, 1937
- Molly, Bless Her. NY: Harper & Brothers, 1937
- Westward The Dream. Garden City NY: Doubleday and Company, 1948
- The Passions of Linda Lane. NY: Diversey Publications, 1949
- The Powder Keg. Boston: Little, Brown & Co., 1953
- Off With Their Heads!: A Serio-Comic Tale of Hollywood.  NY: The Macmillan Company, 1972 [memorias]

## Premios y distinciones
Premios Óscar
| Año  | Categoría              | Película              | Resultado |
| ---- | ---------------------- | --------------------- | --------- |
| 1930 | Óscar al mejor escrito | El presidio           | Nominada  |
| 1933 | Mejor argumento        | El campeón            | Nominada  |
| 1934 | Mejor argumento        | El boxeador y la dama | Nominada  |